# Rijeka sv. Lovrijenca
Rijeka sv. Lovrijenca (na jeziku Tuscarora Indijanaca Kahnawáˀkye; na jeziku Mohawk Indijanaca Kaniatarowanenneh, franc. Fleuve Saint-Laurent) je rijeka u Sjevernoj Americi koja povezuje Velika jezera s Atlantskim oceanom. Za razliku od većine rijeka sv. Lovrijenca ne nastaje od planinskih bujica. Ona smireno teče sa sjeveroistočnog kraja jezera Ontario, iako njezine vode potječu iz rijeke St. Louis, koja kod Dulutha utječe u Gornje jezero (Superior).
Rijeka sv. Lovre (sv. Lovrijenca) odvodnjava čitavo porječje Velikih jezera u Atlantki ocean. Rijeka je duga 1287 km, izvire iz jezera Ontario između kanadskog grada Kingston, Ontario na sjevernoj obali, otoka Wolfe u središtu vodotoka i američkog grada Cape Vincent, protječe kroz kanadske države Québec i Ontario, čini dio međunarodne granice između Kanade i SAD-a i ulijeva se u Atlantski ocean u zaljev sv. Lovrijenca. 
Thousands Islands, južni ogranak planina prastarok Kanadskoga štita, gornji dio rijeke ukrašava s više od 1700 otoka. Srednji tok rijeke pruža se od Montreala do Quebec Cityja. Kod Montreala u St. Lawrence se ulijeva njegova glavna pritoka, rijeka Ottawa. Nakon Montreala Saint Lawrence se ruši 25 m preko brzaka Lachine. Od Quebec Cityja gdje je široka otprilike 16 km, širi se na više od 145 km u zaljevu Saint Lawrence. U svojem donjem toku, istočno od industrijskog grada Trois Rivieresa, Saint Lawrence je slan i podvrgnut plimi i oseki. 

## Gospodarsko značenje rijeke sv. Lovrijenca
Rijeka sv. Lovrijenca nije najduža kanadska rijeka, rijeka Mackenzie je duža, ali je svojim plovnim putem za prekooceanske brodove važna pomorska arterija Kanade. Gornje jezero (Superior), Huron, Erie i Ontario tvore granicu između Kanade i SAD-a. Godinama su političari i stručnjaci iznosili planove za produbljivanje sv. Lovrijenca uzvodno od Montreala kako bi veliki brodovi mogli doprijeti do luka na Velikim jezerima. Unatoč tomu tek su se 1954. Kanada i SAD upustile u zajednički pothvat izgradnje Morskog puta sv. Lovrijenca. Ovaj ambiciozni projekt uključivao je izgradnju novih ustava kod Montreala i ustave Eisenhower, Snell i Iroquois na američkoj obali rijeke. Saint Lawrence Seaway, je službeno otvoren 26. lipnja 1959. godine i omogućuje velikim prekooceanskim brodovima koji prevoze žito, željeznu rudu i ostale terete da dospiju do luka na Velikim jezerima, kao što su Chicago, Detroit, Duluth i Toronto. U ovaj plovidbeni sustav uključeno je osam ustava kanala Welland izgrađenog 1829. kojim se spajaju jezera Erie i Ontario i zaobilaze slapovi Niagare. Danas kroz Morski put sv. Lovrijenca prolazi četrdesetak milijuna tona tereta godišnje. Većinu tereta čine rasuti tereti, poput željezne rude iz Labradora ili žita iz jezerskih terminala u Thuder Bayu, Ontariu ili Duluthu. Hidroelektrane duž plovnog puta opskrbljuju strujom Quebec, Ontario i državu New York. 
Plodnu nizinu rijeke sv. Lovrijenca oblikovali su veliki i teški ledenjaci koji su veći dio današnje Sjeverne Amerike pokrivali u ledeno doba, prije otprilike 15 000 godina. Thousands Islands dijele Velika jezera od nizine smještene uz obale sv. Lovrijenca. U nizini sv. Lovrijenca ostvaruje se velik dio kanadske poljoprivredne proizvodnje, a to je i područje prvo naseljeno europskim doseljenicima. 

## Povijesno značenje rijeke sv. Lovrijenca
Rijeka sv. Lovrijenca koja vodi u srce Sjeverne Amerike, je duga preko tisuću kilometara i priča povijest Kanade. Jacques Cartier, koji je 1534. isplovio iz St. Maloa, bio je prvi Europljanin kojije putovao sv. Lovrijencom. Indijanska plemena Algonquin, Iroquois i Huron živjela su u selima kao što su Hochelaga (danas Montreal) i Stadacona (danas Quebec City) davno prije no što su se Francuzi počeli doseljavati uz sv. Lovrijenac. Prva kuća u Kanadi sagarađena je 1600. u Tadoussacu, gdje rijeka Saguenay teče kroz strme stijene prema Saint Lawrenceu. Francuski su naseljenici duž rijeke osnovali imanja, razdijelivši zemlju na duge uske pruge, a ta se pravilna struktura još uvijek vidi. U razmacima su nastajala mala sela; skupine kamenitih kuća, dugih, uleknutih krovova uz velike crkve. Nekoliko kilometara od Quebec Cityja, blizu impresivnih slapova Montmorency, izgrađena je velika bazilika Sainte Anne de Baupre, jedno od najvažnijih rimokatoličkih svetišta u Sjevernoj Americi koje posječuju brojni hodočasnici zbog čudesa koja su se tamo dogodila. Mnogo kanadskih važnih gradova smješteno je uz Saint Lawrence ili blizu njega i njegovih pritoka. Premda je posljedica toga i povećano onečišćenje rijeke (osobito su ugrožene beluge), Saint Lawrence opravdava svoj naziv Majka Kanade.